# Nyangara
Nyangara är ett vattendrag i Burundi.   Det ligger i provinsen Ruyigi, i den centrala delen av landet, 100 km öster om huvudstaden Bujumbura.
I omgivningarna runt Nyangara växer huvudsakligen savannskog. Runt Nyangara är det ganska tätbefolkat, med 207 invånare per kvadratkilometer.